# 藤崎みなみ
藤崎 みなみ（ふじさき みなみ、1978年4月28日 - ）は日本のAV女優。身長：155cm、スリーサイズは、B88cm・W60cm・H88cm。

## 略歴
当初はグラビアモデルとして活動した。1997年、『イノセント・ラブ』でAVデビュー。AVと平行して、英知バウ子と名乗り、素性を隠してグラビアアイドルとしても活動。「英知（出版）バウ（ハウス）子」の名前のとおり、英知出版系列の雑誌で水着姿を披露した。これを仕掛けた側は本気でアイドルとして育てるつもりで、芸名はあくまで暫定的なものであった。しかし結局は、この名義で初めて登場した「Bejean」誌上で“初ヘアヌード”になり、同じ頃にリリースしたイメージビデオ（ヌードあり）では男性経験も告白した。
現在は引退している。

## 作品

### アダルトビデオ
- イノセント・ラブ（1997年9月26日、マックス・エー）
- ワルツ（1997年10月24日、アリスJAPAN（ジャパンホームビデオ））
- 超アイドル宣言（1997年11月28日、マックス・エー）
- 星のメモリー（1997年12月19日、アリスJAPAN）
- FunnyFace（1998年1月23日、マックス・エー）
- 蒼い夜（1998年2月24日、アリスJAPAN）
- ワン・モア・ラブ OneMoreLove（1998年3月18日、マックス・エー）
- あなたの味方になりタヌ（ハート）（1998年4月17日、アリスJAPAN）
- 美乳エロス PresentForYou（1998年5月19日、マックス・エー）
- ザ・ディープインサイドAVアイドル 真実の雫（1998年6月21日、マックス・エー）
- NEO出血大制服42（1998年7月25日、アトラス21）
- AVアイドル伝説（1998年8月15日、アトラス21）
- 女尻（1998年8月21日、アリスJAPAN）
- 逆ソープ天国（1998年10月23日、アリスJAPAN）

## 書籍
- インディーズ・ネット '98後期 総集編（表紙）